# رامون فاسكيز غارسيا
رامون فاسكيز غارسيا (بالإسبانية: Ramón Vázquez García)‏ هو لاعب كرة قدم إسباني في مركز الهجوم، ولد في 14 فبراير 1964 في قلعة جابر في إسبانيا. لعب مع ديبورتيفو لاكورونيا ونادي إشبيلية.